# Коронация королевы Виктории
Корона́ция короле́вы Викто́рии как королевы Великобритании и Ирландии состоялась 28 июня 1838 года в Вестминстерском аббатстве и продолжалась в течение 5 часов. Королева Виктория была коронована, как монарх Соединённого королевства Великобритании и Ирландии.

## Предыстория и подготовка к церемонии
Виктория унаследовала трон Соединённого королевства Великобритании и Ирландии 20 июня 1837 года в возрасте 18 лет после смерти своего дяди короля Вильгельма IV. Когда Виктория стала королевой, премьер-министром Соединённого королевства был Уильям Лэм, лорд Мельбурн из партии вигов, который помогал молодой королеве советами, когда она обращалась к нему за помощью.
В первой половине 1838 года правительство лорда Мельбурна готовилось к церемонии коронации королевы. Было решено изменить некоторые древние церемониалы и отказаться от церемонии поцелуев в щёку от «Лордов духовных и светских», которые были в то время приняты. В честь предстоящего события была изготовлена новая корона, поскольку предыдущая была слишком велика для головы юной королевы.

## Церемония

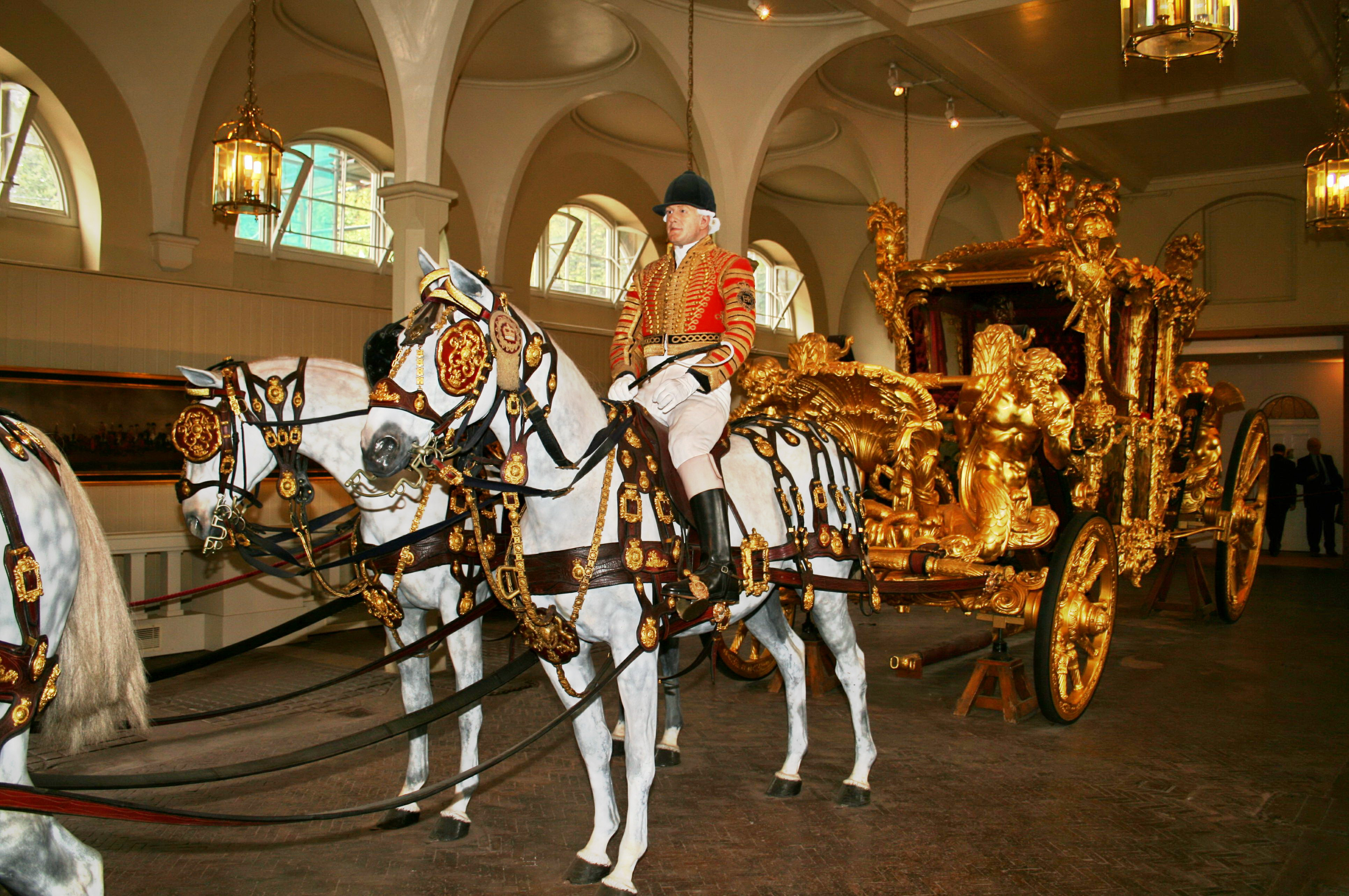
Золотая карета королевы Виктории

Ранним утром 28 июня 1838 года пушечная пальба в Сент-Джеймсском парке и в Тауэре возвестила о наступлении рассвета. В 5 часов утра экипажи направлялись в Вестминстерское аббатство, где должна была состояться церемония, а к 7 часам утра улицы Лондона в западной части столицы были заполнены транспортными средствами и пешеходами, спешившими на коронацию.
На краю тротуара выстроились длинные шеренги конных и пеших солдат и музыканты из военного оркестра. В 10 часов утра пушечный салют из 21 орудия возвестил о том, что королева Виктория покинула Букингемский дворец. Королева направлялась к месту коронации в золотой карете, запряжённой восемью лошадьми, под приветствия и аплодисменты восторженных подданных. Королеву к месту коронации сопровождал большой эскорт экипажей, в который входили члены королевской семьи, послы других государств, а также представители высшей знати и правительства Великобритании.

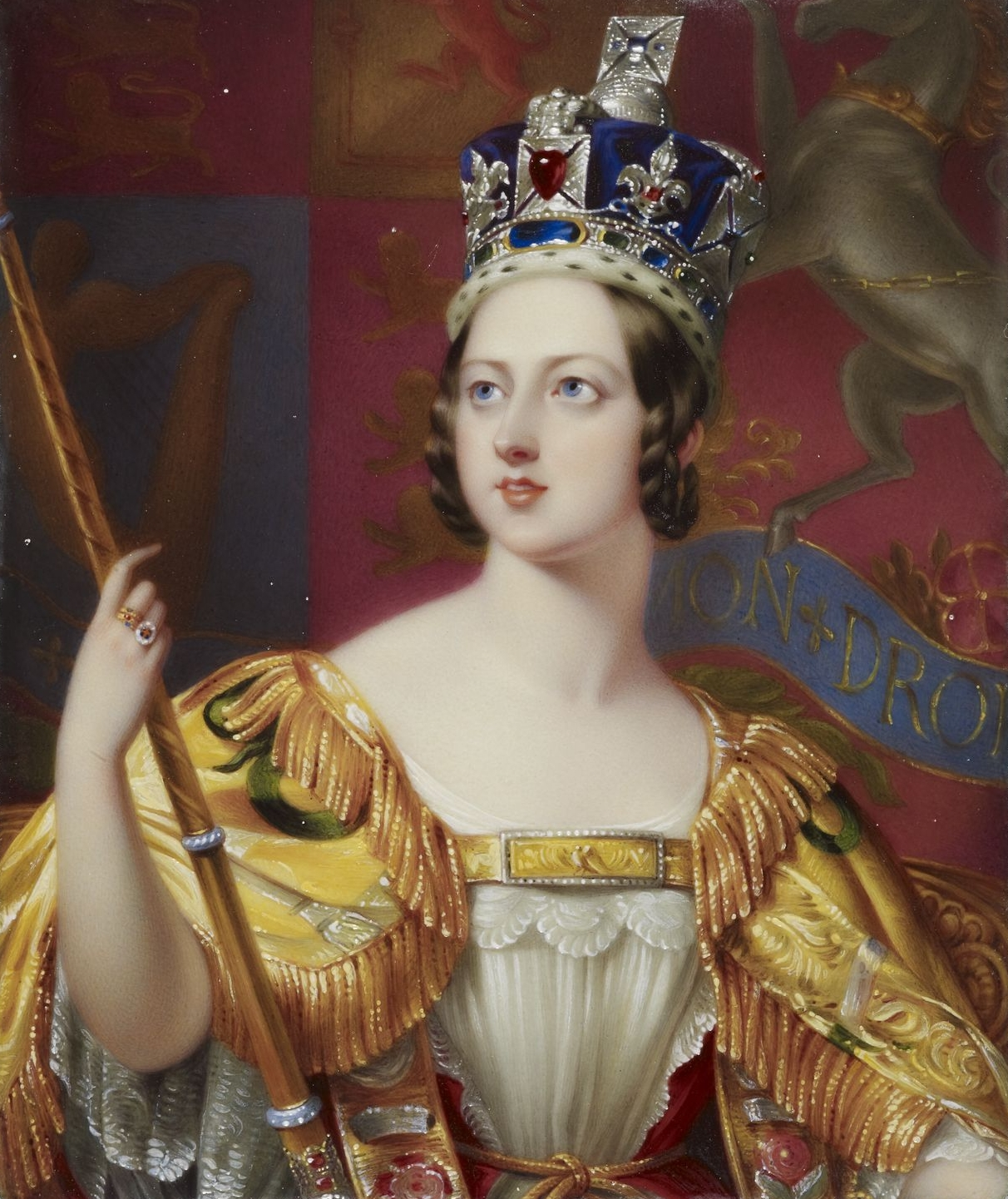
Коронационный портрет королевы Виктории кисти Джорджа Хейтера

Церемония коронации началась в 12 часов, когда экипажи, состоявшие из членов королевской семьи, знати и послов, под охраной конных лейб-гвардейцев, прибыли в Вестминстерское аббатство. Королева Виктория была одета в королевскую мантию из малинового бархата, отороченную мехом горностая и золотым кружевом, а на голове у неё был золотой обруч. Шлейф её мантии несли 8 дочерей британских пэров, также в свиту юной королевы входили 50 знатных аристократок. После музыкального приветствия и криков «Vivat Victoria Regina» королева преклонила колени, и архиепископ Кентерберийский представил её как законную королеву. Затем раздались крики «God save Queen Victoria» («Боже, храни королеву Викторию»), после чего прошло богослужение и королева произнесла клятву поддерживать закон и установленную религию.

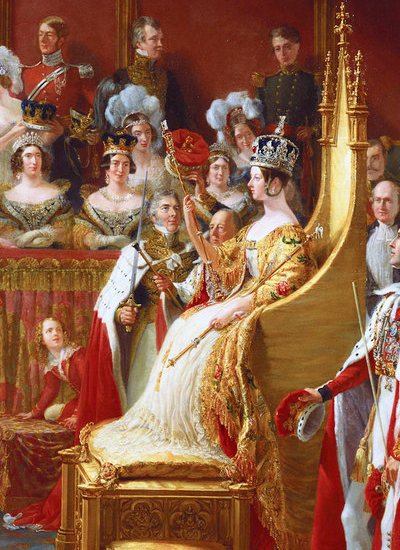
Королева Виктория в кресле 28 июня 1838 года

После обряда помазания на царство ей были вручены королевские регалии (держава, скипетр и др.) и на голову ей возложили корону. Присутствующие дворяне и епископы надели головные уборы, после чего раздались новые восторженные крики «Боже, храни королеву Викторию», заиграл оркестр и на улице в честь этого был дан пушечный салют, который разнёсся по всему городу. Затем она была возведена на трон в кресле оммажа, после чего архиепископ Кентерберийский преклонил перед ней колени и принёс присягу от своего имени и всех священнослужителей. Затем её дяди Август Фредерик, герцог Сассекский и Адольф Фредерик, герцог Кембриджский принесли ей присягу, прикоснувшись к короне и поцеловали в левую щёку. Также присягу принесли все британские пэры, которыми были 17 герцогов, 22 маркиза, 94 графа, 20 виконтов и 92 барона, каждый из которых прикоснулся к её короне, преклонил колени и поцеловал её руку. Во время этой церемонии один из аристократов, 82-летний Джон Ролле, 1-й барон Ролле, которого поддерживали два других пэра, пытаясь дотянуться до руки королевы, выскользнул из рук поддерживавших его дворян и покатился по ступенькам. Его подняли, после чего он вновь пытался дотянуться до руки королевы, пока сама Виктория не протянула ему руку, чтобы предотвратить новое падение.
После окончания церемонии коронации королева покинула аббатство и вернулась в Букингемский дворец, где села ужинать в 8 часов вечера. В честь коронации королевы был дан фейерверк, который она смотрела с дворцового балкона, жителям раздавали угощение, была устроена праздничная ярмарка, которую она затем посетила, освободившись от других «всевозможных развлечений».

## Корона и мантия

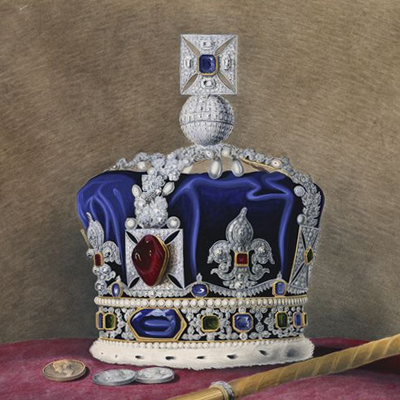
Корона королевы Виктории

Для королевы Виктории была изготовлена новая корона, поскольку предыдущая, которую носили её дяди, короли Георг IV и Вильгельм IV, была слишком велика для головы юной королевы. Корона была изготовлена из синего бархата с серебряными обручами и была украшена бриллиантами, жемчугом, сапфирами, рубинами и изумрудами. Корону украшал шар, усыпанный бриллиантами, и два мальтийских креста, один из которых был с огромным рубином, который когда-то носил Чёрный принц.
В 1845 году корона была повреждена после того, как на церемонии открытия парламента герцог Аргайл уронил её с церемониальной подушки. Виктория описывала, что погнутый корпус короны выглядел как «раздавленный пудинг». В 1909 году форму короны восстановили, а в саму корону был инкрустирован огромный бриллиант Куллинан II.
Мантия королевы была изготовлена из малинового бархата, она была оторочена мехом горностая и золотым кружевом. Шлейф мантии был длинным, его несли 8 дочерей британских аристократов.